# جامعة لقنت
جامعة اليكانتي (بالبلنسية: Universitat d'Alacant؛ بالإسبانية: Universidad de Alicante) هي جامعة إسبانية أُسست سنة 1979 على منوال مركز الدراسات الجامعية الذي كان قد أُنشئ سنة 1968، وهي تعد وريثة لجامعة أوريويلا، التي كانت قد أُنشئت بموجب مرسوم بابوي سنة 1545 وظلت قائمة قرابة قرنين من الزمان (1610 ـ 1808).
يقع حرم الجامعة الرئيس في سان فيسينتي ديل راسبايج، المتاخمة لمدينة اليكانتي إلى الشمال، ويدرس بها (وفق إحصاء العام الدراسي 2011 ـ 2012) نحو 27,500 طالبًا.

## أساتذة بارزون
- خوسيه رامون إينوخوسا مونتالبو: مؤرخ.
- فرانثيسكو موخيكا: عالم أحياء دقيقة.

## معرض صور

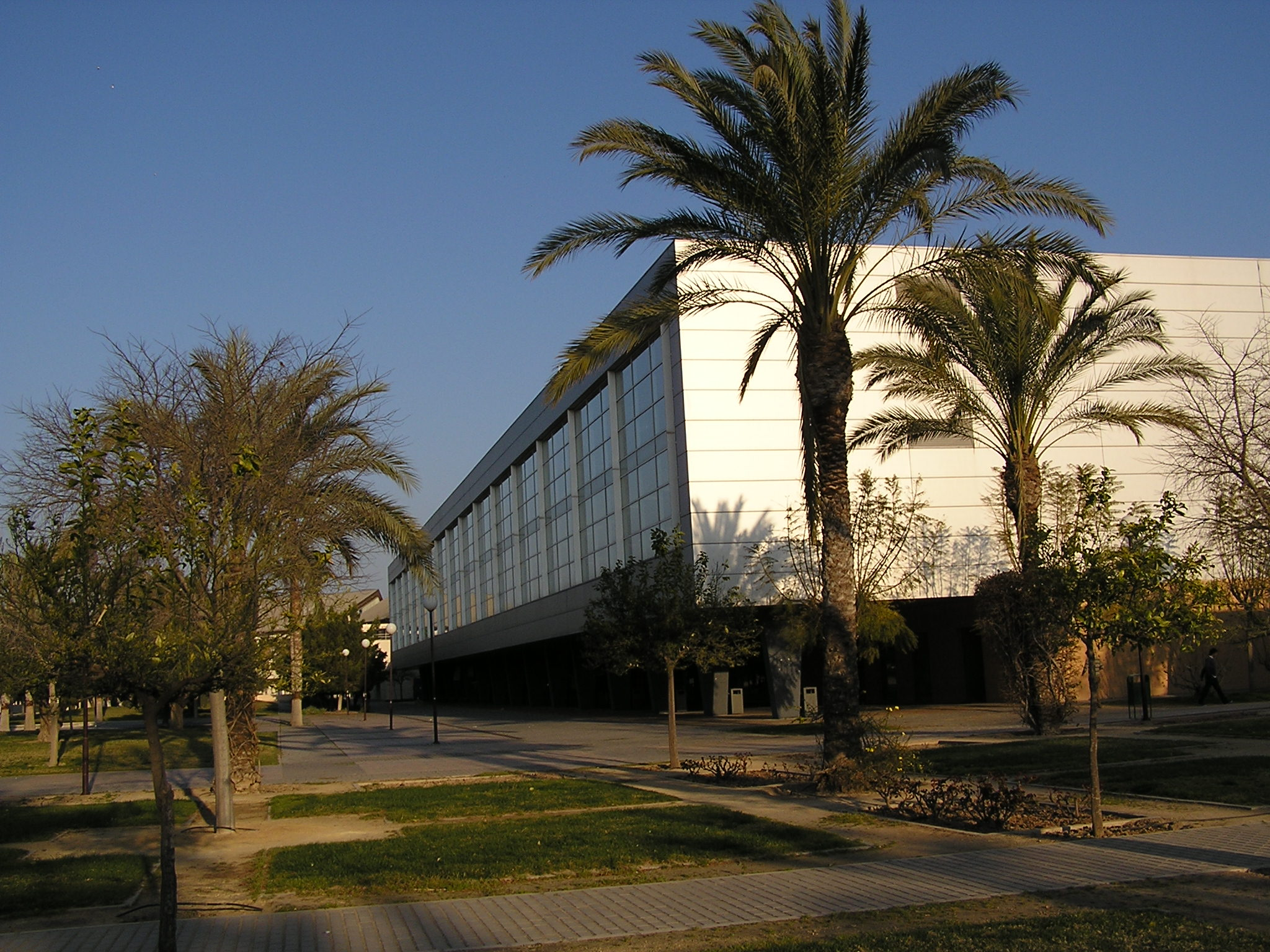
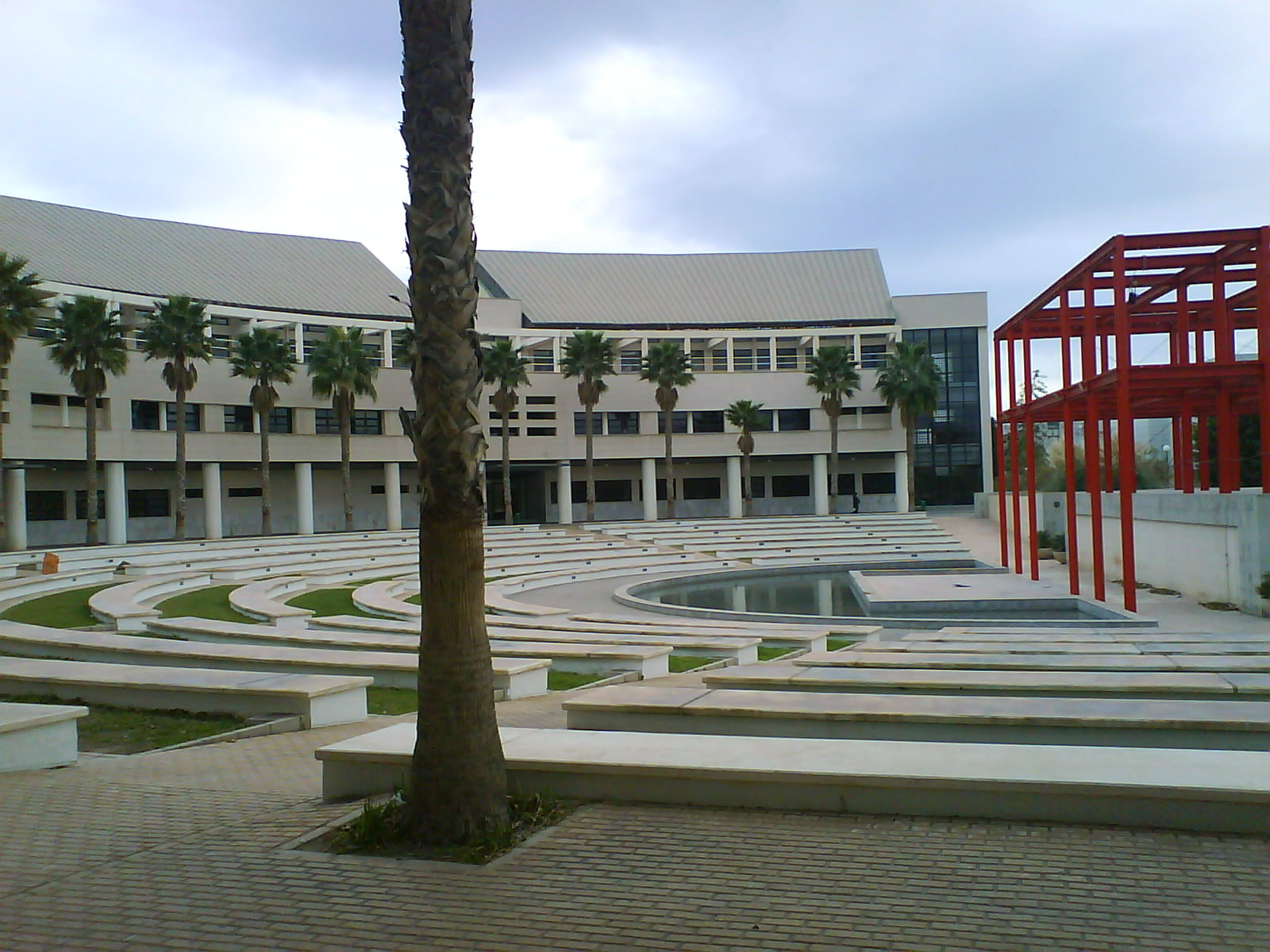
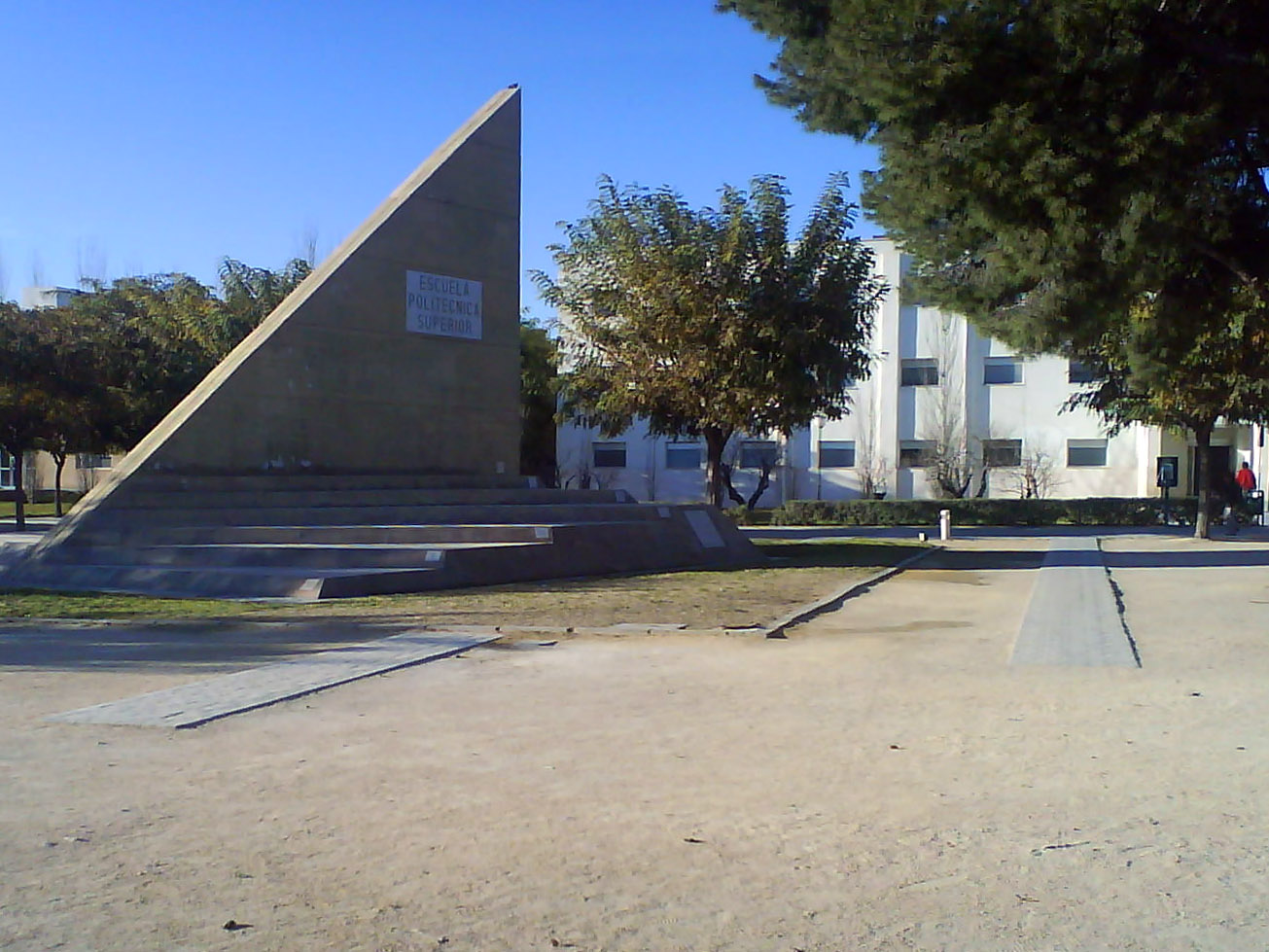
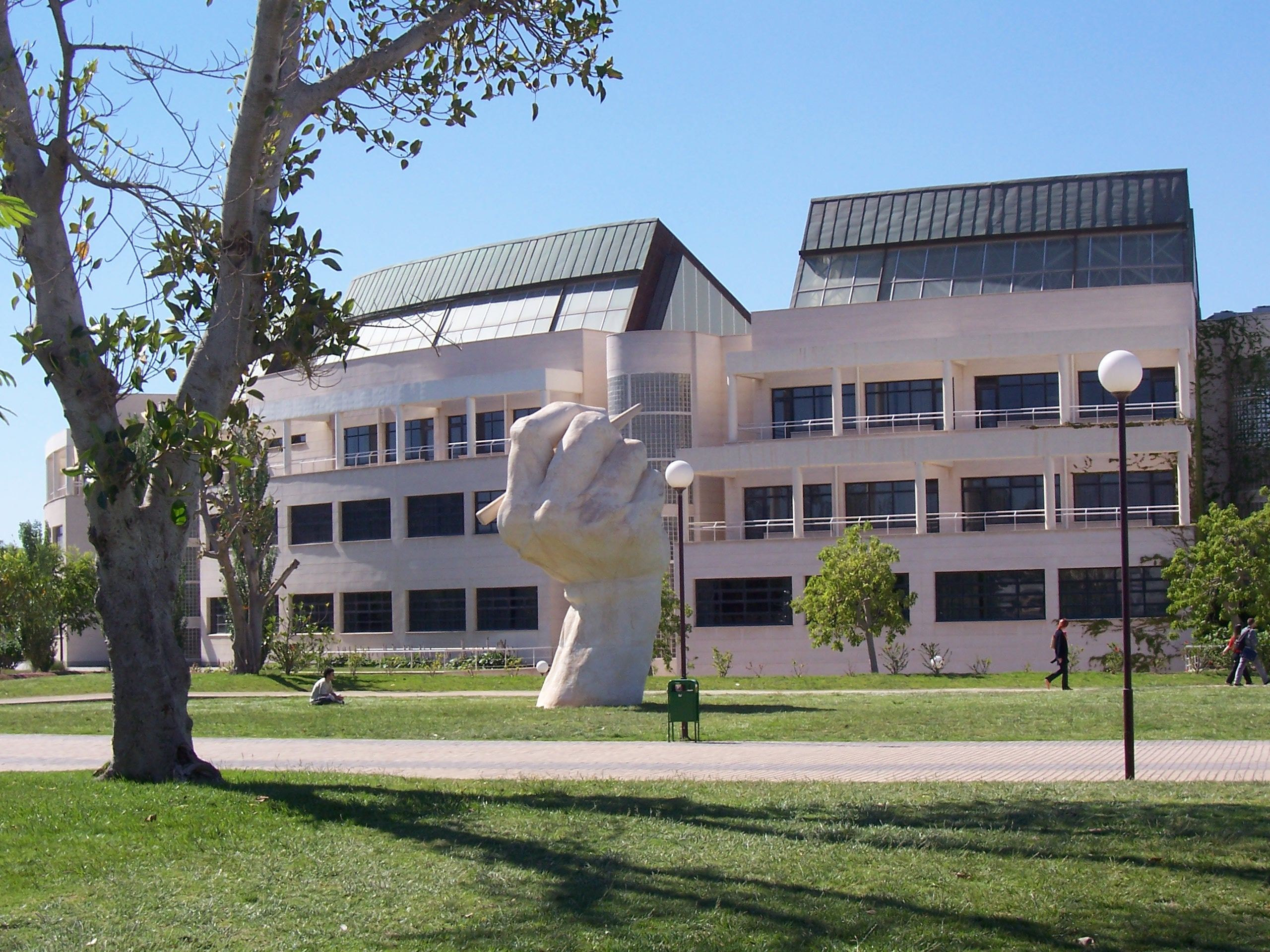

## خريجون بارزون
- جيرا بولهي باد معندسة وناشطة وسياسية صحراوية.
- فرانثيسكو موخيكا: عالم أحياء دقيقة إسباني، يعمل أستاذًا بالجامعة ذاتها.
- ماركوس عباد: مدرب كرة قدم.

## وصلات خارجية
- الموقع الرسمي للجامعة